# Maisons communautaires des îles Yap
Les maisons communautaires des îles Yap appartiennent à trois catégories différentes. Le pebaey, la maison des hommes, est une grande maison communautaire construite pour les hommes âgés. Le faluw, édifié près du rivage, est destiné aux jeunes hommes. Le dapal ou maison menstruelle reçoit les femmes.

## LePebaey
Le pebaey est une grande maison communautaire construite pour les hommes âgés d'un village ou d'une section de village. Ce bâtiment est généralement très long, de forme globale rectangulaire mais triangulaire aux extrémités. Il est ouvert à l'une d'elles avec une véranda sous toiture. Il est construit sur une plate-forme en pierre de même forme. L'édifice comporte des dossiers en pierre contre lesquelles il est possible de s'asseoir. Ils entourent une table en pierre nommée rarow utilisée pour la distribution de poissons et d'autres articles par les chefs. Des monnaies de pierre sont disposées contre les extrémités triangulaires pour servir à l'ornementation ou comme dossier. L'arrière du bâtiment dispose d'un espace de réunion pour les femmes âgées. Le pebaey et les environs immédiats sont tabous pour les jeunes filles pubères et les femmes en âge de procréer. À l'exception des villages au statut traditionnel le plus bas, la plupart ont une maison des hommes et nombreux sont ceux qui en ont plusieurs, une pour chaque grande section. Le bâtiment est généralement situé au centre du village ou de la section respective, à bonne distance de la mer, et la route centrale du village y mène. 
Le pebaey est intégré dans un ensemble de structures traditionnelles. Un espace de rencontre pour les dirigeants du village est aménagé à proximité. Le malal, le terrain de danse, en bordure duquel se trouvent certaines des monnaies de pierre les plus importantes appartenant à la communauté ou à ses membres, est situé en face du bâtiment. Des plates-formes pour s'assoir l'entourent et reçoivent les spectateurs.
Le pebaey est un lieu important pour la communauté tant par les conversations que par les interactions sociales quotidiennes qui y prennent place. Les hommes âgés s'y rencontrent, peuvent y coucher, y enseignent par leurs échanges les coutumes et traditions (Yalen u Wa’ab) aux plus jeunes, y reçoivent l'honneur de fêtes organisées pour eux. Les questions d'importance communautaire, entre autres politiques, sont discutées dans les zones de rencontre respectives des hommes et des femmes, sous la direction des aînés, les plus jeunes s'abstenant de parler inutilement. Des cérémonies autrefois religieuses et des cérémonies d'échanges (mitmit), éventuellement accompagnées de danse, s'y déroulent. Dans le cas d'un village découpé en sections, lorsqu'elles concernent la communauté dans son ensemble, elles se tiennent dans la principale maison communautaire. Dans le cas où elles rassemblent plusieurs villages, elles ont lieu sur une plate-forme devant le bâtiment, en bordure de la piste de danse où se déroulent des représentations.
Le pebaey est également le lieu de collecte et de distribution des biens économiques et notamment des prises de pêche, selon le rang et les privilèges des membres présents. Les poissons sont généralement placés sur le rarow et les chefs poussent par terre les poissons destinés à être distribués aux habitants du village, tandis que ceux qui restent sur la table sont destinés aux chefs. Dans le cas d'un village de rang inférieur rendant hommage à un village de rang supérieur, la collecte est réalisée dans la maison communautaire du premier mais la répartition se fait dans celle du second.

## Ledapal
Le dapal est la maison menstruelle des femmes. Chaque village en comportait plusieurs, généralement au moins une par section, éloignées du village, dans les hauteurs, près du cimetière. En 1975, seuls cinq villages, tous situés dans la commune de Fanif, continuent à les utiliser. En 2019, cette pratique paraît avoir complètement disparu. Ce bâtiment, de petite taille et assez bas, souvent construit à même le sol, n'était pas édifié pour le confort. Il était destiné à accueillir les femmes et à les mettre à l'écart de la communauté lorsqu'elles ont leurs menstruations et était donc considéré comme contaminé (ta'ay). 
Ce bâtiment était un lieu de sociabilité et pouvait être utilisé par les femmes lorsqu'elles souhaitaient évoquer des sujets loin des oreilles masculines. Il était également utilisé pour l'accouchement et la mère et son nouveau-né y restaient 100 jours avant de regagner leur foyer. La maison menstruelle était aussi un centre éducatif puisque les plus jeunes enfants des deux sexes y étaient amenés par leur mère pour être instruits au monde des esprits et aux comportements appropriés et tabous à respecter pour éviter leur visite. Dans le cadre d'un parcours initiatique et d'éducation sur deux années, la maison menstruelle accueillait pour un an les jeunes filles pubères (rugod) après leur première menstruation. Les femmes plus âgées leur enseignaient tous les tabous qu'elles devaient respecter. Elles étaient considérées comme les plus dangereuses des femmes menstruées. Elles apprenaient ainsi qu'elles devaient éviter les cultures de taros des hommes âgés, suivre certains chemins pour éviter de les croiser, marcher à genoux en s'approchant d'un lieu de haut rang, ne pas manger dans les mêmes récipients que les hommes. L'enseignement, destiné à les endoctriner dans les mœurs yapaises et à les préparer à leur vie dans leur famille, se déroulait, la deuxième année, dans un "endroit pour les filles pubères" (tarugod), où elles étaient logées, à proximité de la maison menstruelle. L'église et l'école ont mis fin à l'idéologie religieuse qui soutenait la séparation des femmes pendant leurs menstruations et éliminé les rites d'initiation et d'isolement des jeunes filles.